# Kateryna Stupnyzka

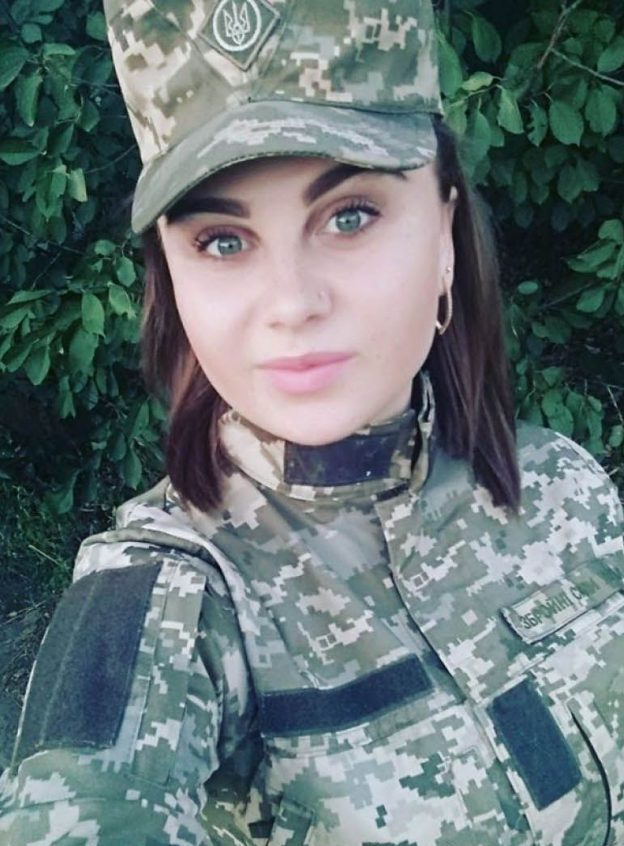
Kateryna Stupnyzka (2022)

Kateryna Wiktoriwna Stupnyzka (ukrainisch Катерина Вікторівна Ступницька, * 11. April 1996 in Salisnyzja, Oblast Riwne, Ukraine; † 8. März 2022 bei Makariw) war eine ukrainische Militärmedizinerin und Unteroffizierin.

## Biografie
2015 schloss sie ein Medizinstudium an der Medizinischen Hochschule in Dubno ab. Danach arbeitete sie im Rettungssanitäter- und Hebammenzentrum in Danytschiw (Rajon Korez).
Seit 2016 diente sie als Sanitätsausbilderin des Sanitätspostens des 3. mechanisierten Bataillons der 14. separaten mechanisierten Brigade des ukrainischen Heers in Wolodymyr. Stupnyzka war viele Male an vorderster Front im Einsatzgebiet der Streitkräfte im Krieg im Donbas und rettete eine große Anzahl Militärangehöriger der Ukraine. Sie wurde zum Sergeant befördert.
Nach Beginn des russischen Überfalls beteiligte sich Stupnyzka als Teil ihrer Militäreinheit an der Schlacht um Kiew. Am 8. März leistete sie Erste Hilfe für ukrainische Militärangehörige, die sich dem Kampf um die Befreiung Makariws anschlossen, durch das die Russen vordringen wollten, um nach Kiew zu gelangen. Stupnyzka war die einzige Frau und die einzige Sanitäterin in ihrer Einheit. Einige Tage zuvor hatte der Kommandeur versucht, sie vom Gefahrenherd wegzuschicken, aber sie weigerte sich. Unter feindlichem Beschuss konnte sie dem Kommandeur der ersten Kompanie und den Besatzungsmitgliedern seines von den Angreifern getroffenen Panzers schnell Erste Hilfe leisten und für deren Evakuierung und die ihrer Tankwagen an einen sicheren Ort sorgen. Am späten Abend desselben Tages wurde das medizinische Zentrum, in dessen Nähe sich Stupnyzka aufhielt, von einem feindlichen Raketen- und Bombenangriff durch zwei Flugzeuge getroffen. Am Morgen des nächsten Tages wurde ihre Leiche gefunden und sie wurde am 12. März in Salisnyzja beigesetzt.

## Nachwirkung
Am 19. März 2022 wurde Stupnyzka per Dekret des Präsidenten der Ukraine der Titel Held der Ukraine verliehen. Am 1. September 2022 wurde die Schule, die sie besucht hatte, nach ihr benannt. Im Oktober 2022 wurden eine Straße und Gasse in Korez und im Dezember desselben Jahres eine Straße in Kiew nach Stupnyzka benannt.